# Цзяньхуа
Цзяньхуа́ (кит. упр. 建华, пиньинь Jiànhuá) — район городского подчинения городского округа Цицикар провинции Хэйлунцзян (КНР). Название района происходит от расположенного здесь механического завода «Цзяньхуа» (建华机械厂).

## История
В XVII веке, в годы русско-цинского пограничного конфликта в расположенном здесь Букуе (это маньчжурское название транскрибируется как 卜奎 или 卜魁) в 1665 году была основана почтовая станция В 1675 сюда подошли войска, вооружённые огнестрельным оружием, а в 1691 году в Букуе было построено укрепление, которое называли либо «Букуй», либо «Цицикар» (по расположенному неподалёку селению). В 1699 году сюда из Мэргэня была перенесена ставка хэйлунцзянского цзянцзюня; одновременно для управления прилегающими землями был назначен фудутун, ставка которого также разместилась здесь.
Когда в 1936 году Цицикар получил статус города, он был разделён на 11 районов. В мае 1946 года старые 11 районов были сведены в 6, а в 1954 году из шести районов сделали четыре. Одним из этих четырёх районов стал район Бэйгуань (北关区, «северная застава»). В декабре 1958 года началось «движение за обобществление», районы были ликвидированы, а вместо них было создано 10 «народных коммун». В августе 1961 года из коммун опять были созданы районы, одним из которых (на территории бывшего Бэйгуаня) стал район Цзяньхуа.

## Административное деление
Район Цзяньхуа делится на 5 уличных комитетов.
| № | Название | Название (кит.)  | Статус          | Население чел. (2010) | На карте                         |
| - | -------- | ---------------- | --------------- | --------------------- | -------------------------------- |
| 1 | Вэньхуа  | 文化街道办事处   | уличный комитет | 111388                | 47°20′57″ с. ш. 123°57′20″ в. д. |
| 2 | Цзяньшэ  | 建设街道办事处   | уличный комитет | 50769                 | 47°20′57″ с. ш. 123°57′20″ в. д. |
| 3 | Сидацяо  | 西大桥街道办事处 | уличный комитет | 39492                 | 47°20′57″ с. ш. 123°57′20″ в. д. |
| 4 | Букуй    | 卜奎街道办事处   | уличный комитет | 36552                 | 47°20′57″ с. ш. 123°57′20″ в. д. |
| 5 | Чжунхуа  | 中华街道办事处   | уличный комитет | 29326                 | 47°20′57″ с. ш. 123°57′20″ в. д. |

## Соседние административные единицы
Район Цзяньхуа на западе граничит с Мэйлисы-Даурским национальным районом, на северо-востоке — с уездом Фуюй, на юго-востоке — с районом Тефэн, на юге — с районом Лунша.